# Joseph von Csekonics

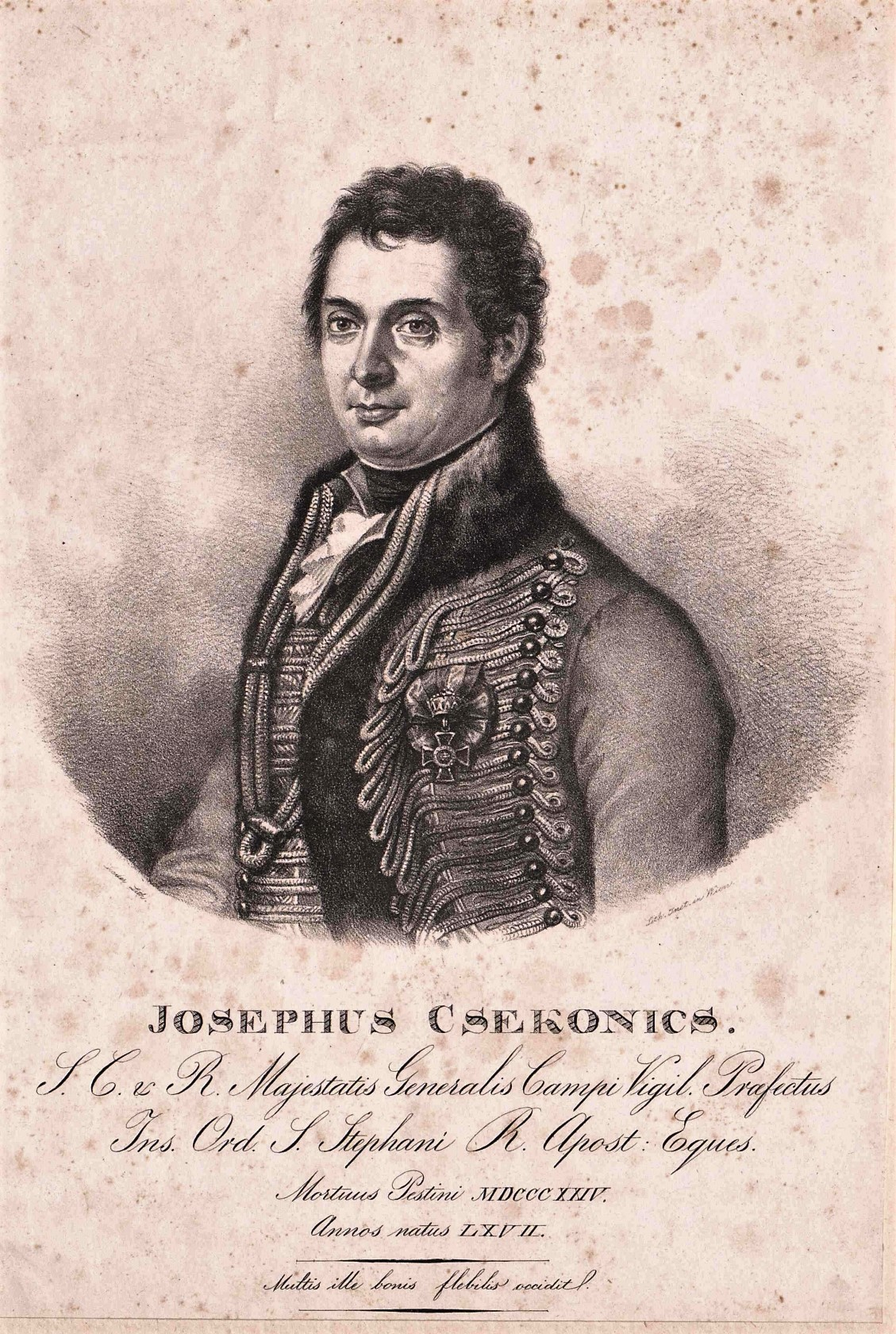
Joseph von Csekonics (1757–1824)

Joseph von Csekonics (* 22. Februar 1757 in Güns in Niederungarn; † 26. April 1824 in Pest) war ein österreichischer Generalmajor und Begründer der österreichischen Pferdezucht.

## Herkunft
Seine Eltern waren der Bezirksgerichtsanwalts Pál Csekonics und dessen Ehefrau Mária Kanicsár. Sein Bruder Imre (1759–1830) wurde Richter.

## Leben
Csekonics besuchte das königliche Gymnasium in Güns und kam später auf das Löwenburg’sche Convict in Wien. Anschließend kam er 1774 als Kadett in das Kürassier-Regiment (d’Ayasassa). Dort wurde er 1777 Lieutenant, kam 1778 als Oberlieutenant das Kürassier-Regiment Modena und wurde dort 1783 Second-Rittmeister. Er beschäftigte sich mit der Pferdezucht; besonders auf dem damals schon berühmten freiherrlichen Hunyad’schen Gestüt in Ürmeny. Auf Grund seiner Kenntnisse wurde er 1783 auch zum Pferdekauf und -ausbildung (Remonte) abkommandiert. Hier setzte er seine Beobachtungen fort und entwarf einen Plan zur Entwicklung der österreichischen Pferdezucht. Er schickte seinen Plan an den Kaiser Joseph II., der ihn durch eine Kommission prüfen ließ. Diese empfahl die Annahme und so wurde befohlen, ein Pepinier-Gestüt mit 500 Mutterpferden errichten. Sogleich wurden sämtliche Bukowinaer Mutterpferde nach Ungarn gebracht, dazu wurden 150 Stück der besten Kürassierstuten ausgewählt, und wo Brauchbares zu finden wäre, sollte auch dazu gekauft werden. Der damalige ungarische Hofkammer-Administrator von Lováß sowie einige Stabs- u. Genie-Offiziere wurden beauftragt, geeignete Weiden zu finden. Auch sollten sie die notwendigen Pläne für Unterkunft und Pflege entwerfen. Csekonics erhielt den Auftrag, die Zuchthengste auszusuchen und alle Vorkehrungen zur Veredlung der Pferdezucht zu treffen. So entstand das Pepinier-Gestüt in Mezöhegyes unter der Aufsicht von Csekonics. Als der Kaiser nach Cherson reiste, besichtigte er auch dieses Gestüt.
Die Ergebnisse müssen gut gewesen sein, denn Csekonics erhielt die Remontierung in Ungarn und Siebenbürgen. Er wurde zum ersten Rittmeister in der Armee mit dem Titel eines ungarischen Gestüts- und Remontirungs-Kommandanten. Später wurde ihm auch die Verpflegung der Armeen und die Fleischregie in Wien übertragen. Im Jahr 1787 wurde er Major und 1789 Oberstlieutenant. Als der 8. Türkenkrieg nahte, stieg der Bedarf an Pferden und das Gestüt wurde erweitert. So wurde 1789 das Rittergut Babolna bei Raab dazu angekauft. Außerdem wurde Csekonics beauftragt, die Armee mit Wein zu versorgen (Wein-Regie). Im Jahr 1790 wurde er zum Oberst befördert und erhielt das im Banat liegende Gut Hatzfeld in zwanzigjähriger Erbpacht. Später kaufte er das Gut mit Hilfe des Feldmarschalls Lacy, der ihm die Gelder zinsfrei vorstreckte. Während der Koalitionskriege erhielt er 1798 den Auftrag, sämtliche Armeen in Italien und am Lech, sowie die Residenzstadt Wien mit Schlachtvieh zu versorgen. Drei Jahre lang konnte er das Fleisch zum gleichen Preis liefern und erhielt dafür von Kaiser Franz II. das Ritterskreuz des Stephanordens. Unter seiner Leitung hatte sich das Gestüt Mezőhegyes zu einem der größten europäischen Gestüte entwickelt. Im Jahr 1806 wurde er zum General- und Insurrektions-Brigadier befördert.

## Familie
Er war in erster Ehe mit Katalin Tempel (gest. 1803 im Alter von 32 Jahren) verheiratet, mit der er mehrere Kinder hatte:
- Karoline (* 29. September 1789; † 15. November 1871) ⚭ Friedrich (Frigyes) Lipthay, Freiherr von Kisfalud und Lubelle (* 8. August 1785; † 15. November 1875), Sohn von Anton Lipthay von Kisfalud
- Elisabeth (* 1794; † 21. Dezember 1881) ⚭ Freiherr Ludwig Piret de Bihain (1784–1862), Feldmarschall-Lieutenant[2]
- Josef (1796–1814)

Nach dem Tod seiner ersten Frau heiratete er 1803 Juliane Jankovich von Pribér und Vuchin (1782–1835), eine Tochter des Hofrats János Jankovich von Pribér. Das Paar hatte einen Sohn, der später in den Grafenstand erhoben wurde:
- Johann Nepomuk (* 14. November 1809; † 1. August 1880), Politiker, erhielt am 9. Dezember 1864 den ungarischen Grafenstand ⚭ 1839 Leontine Lipthay (1821–1903), Freiin von Kisfalud und Lubelle

## Werke
- 1817, „Praktische Grundsätze, die Pferdezucht betreffend“ Digitalisat mit Biographischer Skizze.